# 毛利氏 (源氏)
毛利氏（もうりし、源氏系）は、武家の一門であり、本姓は源氏である。家系は清和源氏に属し、その流れには二系統が存在する。ひとつは、八幡太郎義家の三男・源義国を祖とする足利氏の一門、斯波氏の庶流であり、もうひとつは、同じく義家の六男・陸奥六郎義隆を始祖とする系統である。

## 足利流（斯波氏庶流）毛利氏
足利氏（足利将軍家）一門の名流、斯波氏の庶子。織田氏家臣の毛利秀頼（尾張守護斯波義統の次男）の系統である。詳細は当人の項目を参照のこと。

## 陸奥六郎義隆流毛利氏
源姓毛利家は、河内源氏の棟梁である鎮守府将軍・八幡太郎義家の六男（あるいは七男）、陸奥六郎（七郎）義隆が「毛利冠者」を名乗ったことに始まる。
義隆の長男である毛利治部丞義広は、父以来の所領である相模国愛甲郡毛利庄（現在の神奈川県厚木市北部および愛甲郡愛川町）を継承し、代々、鎌倉幕府の御家人として仕えた。義広の弟には、高松近江守定隆および若槻伊豆守頼隆がいる。頼隆の次男、すなわち義広の甥にあたる森頼定もまた、愛甲郡毛利庄にちなんで「森」を称し、森氏は毛利氏と名字の地（名字発祥の地）を同じくしている。後に、京都の学者出身であった大江氏流の毛利氏（戦国大名として知られる一族）に毛利庄を譲ることとなるが、陸奥六郎義隆の系統は、それ以前の毛利庄の領主であった。
六代目・左京亮広繁の代に美濃国へ移り、美濃守護・土岐氏に仕えた。その後、美濃守広隆の時代に、斎藤道三の下剋上によって主君・土岐頼芸が追放されたことを契機に、斎藤氏に仕えるようになる。
掃部助小三郎広盛の代に至り、尾張国の大名・織田信長に従い、本能寺の変後は豊臣秀吉に仕えた。関ヶ原の戦いの後、徳川家康が征夷大将軍に任じられると、源姓毛利家も徳川家に仕え、家康の第九子・徳川義直に附属された。
広盛の子には、長男・毛利権兵衛広之、次男・金右衛門広義（あるいは広高）、三男・吉右衛門広重があり、いずれも尾張藩士として仕えた。広義の家系に連なる八左衛門広賢は、上屋敷を片端大津町南東角に、下屋敷を古渡村に構えたとされ、在所は美濃国中島郡八神村にあり、三千石の知行を有していたという。
なお、同族には、信濃国を本貫とする若槻氏や、出羽国の高松氏など、多くの一族が存在している。
家系や系図については、清和源氏、河内源氏、八幡太郎義家、陸奥六郎義隆の各項を参照のこと。
清和天皇－貞純親王－源六孫王経基－多田満仲－河内守頼信－伊予入道頼義－八幡太郎義家－陸奥六郎義隆－毛利治部丞義広－越後守義昭－左衛門佐義輝－石見守広輝－左京進広繁－大明広秀－源七郎広清－治部大夫広明－因幡守広縄－美濃守広隆－甲斐守広包－掃部助小三郎広盛－金右衛門広義－掃部広豊---八左衛門広賢---